# Supercoppa di Spagna di pallamano maschile
La Supercoppa di Spagna di pallamano maschile è stata una competizione di pallamano per club maschili spagnoli fondata nel 1985 e svoltasi sino al 2022; essa si svolgeva a cadenza annuale.
Nel torneo si affrontano i campioni di Spagna e i detentori della coppa nazionale dell'anno precedente.
A tutto il 2022 si sono svolte 37 edizioni della coppa; con ventiquattro titoli il FC Barcelona è la squadra che detiene il record di successi in questa competizione; alle sue spalle vi sono il BM Atletico Madrid, il Balonmano Ciudad Real e l'SDC San Antonio con 3 titoli.
L'attuale squadra campione in carica è l'FC Barcellona.

## Statistiche

### Albo d'oro
| Edizione | Vincitore              | Risultato              | 2º classificato        | Note                   |
| -------- | ---------------------- | ---------------------- | ---------------------- | ---------------------- |
| 1986     | Atlético Madrid        | 27 - 22                | Barcellona             |                        |
| 1987     | Barcellona             | 19 - 18                | Calpisa Alicante       |                        |
| 1988     | Atlético Madrid        | 22 - 20                | Bidasoa Irun           |                        |
| 1989     | Barcellona             | 29 - 21                | Bidasoa Irun           |                        |
| 1990     | Barcellona             | 30 - 22                | Cajamadrid             |                        |
| 1991     | Barcellona             | 22 - 18                | Cantabria              |                        |
| 1992     | Barcellona             | 29 - 21                | Alzira                 |                        |
| 1993     | Cantabria              | 28 - 19                | Alzira                 |                        |
| 1994     | Barcellona             | 30 - 22                | Bidasoa Irun           |                        |
| 1995     | Cantabria              | 29 - 28                | Barcellona             |                        |
| 1996     | Bidasoa Irun           | 29 - 28                | Cantabria              |                        |
| 1997     | Barcellona             | 25 - 15                | Bidasoa Irun           |                        |
| 1998     | Barcellona             | 30 - 28                | Cantabria              |                        |
| 1999     | Edizione non disputata | Edizione non disputata | Edizione non disputata | Edizione non disputata |
| 2000     | Barcellona             | 27 - 23                | San Antonio            |                        |
| 2001     | Barcellona             | 34 - 32                | Valladolid             |                        |
| 2002     | San Antonio            | 26 - 24                | Ademar León            |                        |
| 2003     | San Antonio            | 33 - 27                | Ademar León            |                        |
| 2004     | Barcellona             | 26 - 25                | Ciudad Real            |                        |
| 2005     | Ciudad Real            | 32 - 29                | Barcellona             |                        |
| 2006     | San Antonio            | 29 - 27                | Valladolid             |                        |
| 2007     | Barcellona             | 36 - 33                | Valladolid             |                        |
| 2008     | Ciudad Real            | 32 - 30                | Barcellona             |                        |
| 2009     | Barcellona             | 26 - 25                | Ciudad Real            |                        |
| 2010     | Barcellona             | 33 - 26                | Ciudad Real            |                        |
| 2011     | Ciudad Real            | 29 - 28                | Barcellona             |                        |
| 2012     | Atlético Madrid        | 33 - 26                | Barcellona             |                        |
| 2013     | Barcellona             | 34 - 31                | Atlético Madrid        |                        |
| 2014     | Barcellona             | 40 - 31                | Logroño                |                        |
| 2015     | Barcellona             | 32 - 28                | Granollers             |                        |
| 2016     | Barcellona             | 26 - 23                | Granollers             |                        |
| 2017     | Barcellona             | 38 - 30                | Anaitasuna             |                        |
| 2018     | Barcellona             | 31 - 25                | Logroño                |                        |
| 2019     | Barcellona             | 35 - 27                | Logroño                |                        |
| 2020     | Barcellona             | 33 - 22                | Cuenca                 |                        |
| 2021     | Barcellona             | 38 - 18                | Benidorm               |                        |
| 2022     | Barcellona             | 30 - 27                | Ademar León            |                        |

### Riepilogo vittorie per club
| Numero | Club            | Anni |
| ------ | --------------- | --- |
| 24     | Barcellona      | 1987, 1989, 1990, 1991, 1992, 1994, 1997, 1998, 2000, 2001 2004, 2007, 2009, 2010, 2013, 2014, 2015, 2016, 2017, 2018, 2019, 2020, 2021, 2022 |
| 3      | Atlético Madrid | 1986, 1988, 2012 |
| 3      | Ciudad Real     | 2005, 2008, 2011 |
| 3      | San Antonio     | 2002, 2003, 2006 |
| 2      | Cantabria       | 1993, 1995 |
| 1      | Bidasoa Irun    | 1996 |